# 하즈키 에리노
하즈키 에리노(葉月 絵理乃, 1975년 8월 3일 ~ )는 일본의 성우이다.
생년월일은 1975년 8월 3일, 출생지는 동경부다. 취미와 특기에는 아로마 테라피와 마사지, 티타임 & 컴퓨터, 타로카드 점, 워드프로세서 빨리 치기 등이 있으며 좋아하는 것으로는 베리 류 과일, 홍차, 동물 전반 등이 있다.

## 특기사항
'붉은 빛으로 물든 비탈길 라디오'(일본말로 줄이면 '아카라지') 라디오 방송에서 하와이 얘기에 달아올라 "하와이에서 이벤트하는데 저 안 부르면 다 날려버릴겁니다!"라는 발언까지 한 것으로 '하와이 매니아'라고 불린다. 영주권까지 따 놓은 상태이지만 수영은 싫어한다고 한다.

## 출연작

### TV 애니메이션
2002년
- 프린세스 츄츄(말렌,우즈라)
- 7명의 나나(코가라시 에리노)

2005년
- ARIA The ANIMATION(미즈나시 아카리)

2006년
- ARIA The NATURAL(미즈나시 아카리)
- 키바(에르메이다)
- 토나그라!(카구라 마리에)

2007년
- 블루드래곤(클루크)

2008년
- ARIA The ORIGINATION(미즈나시 아카리)
- 노을빛으로 물드는 언덕(타치바나 미코토)
- 오늘의 5학년 2반 (타나카 하루카)
- 블루드래곤 : 천계의 7룡(클루크)

2010년
- 하나마루 유치원(야마모토 선생님)
- 배신자는 내 이름을 알고 있다 - 요시노 시오리
- 타마유라~hitotose~ - 시호미 리호
- 마리아 홀릭 얼라이브 - 나츠루 마키
- 부르잖아요, 아자젤씨 - 헤비 하라다

### 극장판 애니메이션
2021년
- 아리아 : 더 베네디지오네(아카리)

### OVA
2007년
- ARIA The OVA ~ARIETTA~(미즈나시 아카리)

2010년
- 타마유라(시호미 리호)

### 게임
2006년
- ARIA The NATURAL ~먼 기억의 미라쥬~(미즈나시 아카리)

### CD
- ARIA The ANIMATION Drama CD 시리즈(미즈나시 아카리)
- ARIA The NATURAL Drama CD 시리즈(미즈나시 아카리)
- ARIA The NATURAL 보컬 송 콜렉션(미즈나시 아카리·후기 닫는곡《Smile Again》/ 운디네 아가씨 feat.아리아 사장《왕 행복이에요》)
- ARIA ~피아노 콜렉션~ 스타지오네 -계절-（미즈나시 아카리）